# جوناثان إسحاق
جوناثان إسحاق (3 أكتوبر 1997 في الولايات المتحدة - ) (بالإنجليزية: Jonathan Isaac)‏ هو لاعب كرة سلة أمريكي في مركز هجوم صغير الجسم. لعب مع أورلاندو ماجيك.

## وصلات خارجية
- جوناثان إسحاق على موقع إن بي أي (الإنجليزية)
- جوناثان إسحاق على موقع سبورتس رفرنس (الإنجليزية)
- جوناثان إسحاق على موقع كرة السلة الأوروبية.كوم (الإنجليزية)
- جوناثان إسحاق على موقع إي إس بي إن.كوم (الإنجليزية)
- جوناثان إسحاق على موقع كلية كرة السلة في سبورتس رفرنس.كوم (الإنجليزية)
- جوناثان إسحاق على موقع ريلجم (الإنجليزية)
- جوناثان إسحاق على موقع بروبوليرز (الإنجليزية)
- جوناثان إسحاق على موقع سبورتس رفرنس (الإنجليزية)